# Шеньчжоу (Хебей)
Шеньчжоу (кит. спр. 深州市, піньїнь: Shēnzhōu Shì) — місто-повіт в південнокитайській провінції Хебей, складова міста Хеншуй.

## Географія
Шеньчжоу розташовується на півночі префектури, лежить на Великій Китайській рівнині.

### Клімат
Місто знаходиться у зоні, котра характеризується кліматом степів і напівпустель. Найтепліший місяць — липень із середньою температурою 27.1 °C. Найхолодніший місяць — січень, із середньою температурою -2.9 °С.
| Клімат Шеньчжоу         | Клімат Шеньчжоу | Клімат Шеньчжоу | Клімат Шеньчжоу | Клімат Шеньчжоу | Клімат Шеньчжоу | Клімат Шеньчжоу | Клімат Шеньчжоу | Клімат Шеньчжоу | Клімат Шеньчжоу | Клімат Шеньчжоу | Клімат Шеньчжоу | Клімат Шеньчжоу | Клімат Шеньчжоу |
| Показник                | Січ.            | Лют.            | Бер.            | Квіт.           | Трав.           | Черв.           | Лип.            | Серп.           | Вер.            | Жовт.           | Лист.           | Груд.           | Рік             |
| Середній максимум, °C   | 3               | 7               | 13,6            | 21,6            | 27,2            | 31,8            | 32,1            | 30,3            | 26,7            | 20,8            | 11,3            | 4,6             | 19,2            |
| Середня температура, °C | −2,9            | 0,7             | 7,1             | 15              | 20,8            | 25,7            | 27,1            | 25,5            | 20,8            | 14,2            | 5,5             | −0,9            | 13,2            |
| Середній мінімум, °C    | −7,3            | −4,1            | 1,8             | 9,1             | 14,8            | 19,9            | 22,7            | 21,5            | 15,9            | 9,1             | 0,9             | −5              | 8,3             |
| Норма опадів, мм        | 2               | 5.4             | 10.8            | 20.8            | 37              | 55.7            | 141.9           | 124.2           | 44.9            | 25.3            | 11.5            | 3               | 482.5           |
| Вологість повітря, %    | 59              | 54              | 53              | 54              | 59              | 60              | 75              | 80              | 73              | 66              | 65              | 63              | 63              |
| ----------------------- | --------------- | --------------- | --------------- | --------------- | --------------- | --------------- | --------------- | --------------- | --------------- | --------------- | --------------- | --------------- | --------------- |
| Джерело: data.cma.cn    |                 |                 |                 |                 |                 |                 |                 |                 |                 |                 |                 |                 |                 |